# پاراگانگلیوما
پاراگانگلیوما یک نئوپلاسم دستگاه عصبی- درونریز است که ممکن است در بخش‌های مختلف بدن (از جمله سر و گردن و قفسه سینه و شکم) رشد کند. بر خلاف دیگر گونه‌های سرطان، آزمونی وجود ندارد که تعیین‌کننده خوش‌خیم از تومورهای بدخیم باشد. بنابرین پیگیری دراز مدت برای همهٔ افراد دچار به پاراگانگلیوما پیشنهاد می‌شود. حدود ۵۰ ٪ از بیماران مبتلا به عود بیماری تجربه متاستاز دوردست دارند. نرخ زنده ماندن در شرایط این بیماری متاستاتیک ۴۰ تا ۴۵ درصد است.

## طبقه‌بندی
پاراگانگلیوما از یاخته‌های دژپیهی (پاراگنگلیون‌ها) در سلول‌های گلوموس کرومافین-منفی مشتق شده از ستیغ عصبی جنینی نشات می‌گیرد که عملکردی به عنوان بخشی از سیستم عصبی سمپاتیک (شاخه ای از سیستم عصبی خودکار) دارند. کارکرد این سلول‌ها به مثابه گیرنده شیمیایی ویژه ای است که در امتداد عروق خونی به خصوص در اجسام سباتی (در انشعاب از سرخرگ کاروتید مشترک
در گردن) و در آئورت بدن (در نزدیکی قوس آئورت) واقع شده‌است.

## علائم و نشانه‌ها
اکثر پاراگانگلیوماها یا بدون علامت یا به عنوان یک توده بدون درد بروز می‌کنند. است.

## ارث
حدود ۷۵ درصد از موارد این بیماری به صورت پراکنده و تک گیر است و ۲۵٪ باقی مانده موروثی هستند.